# Psyllaephagus capeneri
Psyllaephagus capeneri är en stekelart som beskrevs av Prinsloo 1981. Psyllaephagus capeneri ingår i släktet Psyllaephagus och familjen sköldlussteklar. Inga underarter finns listade i Catalogue of Life.